# Кост-Гард
Кост-Гард (англ. Coast Guard Island — остров Береговой охраны) — искусственный остров, расположенный в Оклендском эстуарии (залив Сан-Франциско).

## Описание
Остров Кост-Гард расположен точно посередине между городами Окленд и Аламида: до обоих расстояние составляет около 230 метров. Административно принадлежит Аламиде, но при этом его единственная связь с материком — мост до Окленда длиной около 300 метров. Как явствует из названия, принадлежит Береговой охране США. Имея площадь 67 акров, является одной из крупнейших баз Береговой охраны на всём Западном побережье. Остров имеет форму овала, вытянут с северо-запада на юго-восток на километр, максимальная ширина — 400 метров.
Ныне на острове расположены следующие подразделения Береговой охраны:
- Coast Guard Pacific Area[англ.]
- Maritime Intelligence Fusion Center Pacific
- Sector San Francisco (Prevention Department)
- Pacific Regional Fisheries Training Center
- Группа по морской охране и безопасности[англ.] 91105
- Служба расследований Береговой охраны[англ.]
- Legal Service Command West
- Personnel Service Center Detachment Alameda
- Coast Guard Office of Civil Rights Detachment (Region 3)
- Coast Guard Office of Civilian Human Resources
- Surface Force Logistics Center
- Shore Infrastructure Logistics Center Detachment Alameda
- Coast Guard Office of Contingency and Deployable Logistics, DOL-42 (Тихоокеанский регион) и DOL-43 (Атлантический регион)
- Coast Guard Engineering Support Unit Alameda (до 2013 года)
- Naval Engineering Support Unit Alameda (до 2013 года)

Кроме этого на острове расположены промышленный центр обслуживания, казармы, медицинская и стоматологическая клиники, объекты инфраструктуры. Также остров является портом приписки для четырёх куттеров класса «Легенда»:
- USCGC Bertholf[англ.]
- USCGC Waesche (WMSL-751)[англ.]
- USCGC Stratton[англ.]
- USCGC Munro (WMSL-755)[англ.][2]

Ранее остров был портом приписки судов:
- USCGC Taney (WHEC-37)[англ.]
- USS Willoughby (AGP-9)[англ.]
- USS Barataria (AVP-33)[англ.]

На острове живут гуси и белки.

## История
Данный остров появился в 1913 году в результате проекта по расширению Оклендского эстуария к бухте Сан-Леандро. Тогда ему дали название Говермент (англ. Government Island — Правительственный). Береговая охрана США появилась здесь в 1926 году, основав на острове «Базу 11». В сентябре 1931 года Правительством были выделены 15 акров земли острова для постоянного использования Береговой охраной. Сразу после этого началось обустройство острова: к 1933 году на нём появились улицы, коммунальные сооружения, трансформаторная подстанция, новые причалы, был построен эстакадный мост до материка длиной около 300 метров. Во всё это было вложено более полутора миллионов долларов. С 1 июня 1942 года по 1982 год остров был тренировочным центром для рекрутов, за это время здесь прошли обучение сотни тысяч бойцов Береговой охраны. К концу 1960-х годов этот остров считался крупнейшей базой Береговой охраны на всём Западном побережье: каждую неделю отсюда выпускались по 60—100 молодых моряков и пожарных.
1 июня 1982 года, после того как тренировочный лагерь был передислоцирован в Нью-Джерси, в тренировочный центр Кейп-Мэй, на острове открылся Центр обеспечения Аламиды, и остров Говермент был переименован в Кост-Гард.